# Coração Adolescente
Coração Adolescente é o primeiro álbum de estúdio do cantor Adair Cardoso lançado em 2007 pela gravadora Som Livre.

## Faixas
- "De volta pro meu coração"
- "Coração de Quem Ama"
- "O tempo da paixão"
- "Sem ela ao meu lado"
- "Chorei"
- "Vem Morar Comigo"
- "Procurando um grande amor"
- "Vestígios de paixão"
- "Eu só sei dizer te amo"
- "A gente briga, mas se ama"
- "Saudade em seu lugar"
- "Escrito por Deus"
- "Por que você não vem aqui"
- "Copo duplo de solidão"